# Ploskov potok
Ploskov potok – potok będący lewym dopływem potoku Cenovo na Słowacji. Jego zlewnia znajduje się w dolinie Cenovo w Górach Kremnickich. Potok wypływa w dolince Matanová po wschodniej stronie szczytu Tabla (1178 m) i spływa nią w kierunku wschodnim, następnie północnym. Po przyjęciu niewielkiego lewobocznego dopływu znów zmienia kierunek na wschodni i po przepłynięciu kilkuset metrów uchodzi do potoku Cenovo. 